# Justicia panduriformis
Justicia panduriformis là một loài thực vật có hoa trong họ Ô rô. Loài này được R. Ben. mô tả khoa học đầu tiên năm 1936.